# Menemerus mauritanicus
Menemerus mauritanicus är en spindelart som först beskrevs av Lucas 1846.  Menemerus mauritanicus ingår i släktet Menemerus och familjen hoppspindlar. Inga underarter finns listade i Catalogue of Life.